# Саидский диалект арабского языка
Саи́дский (верхнеегипетский) диалект арабского языка, саи́ди (саидск. صعيدى‎, [sˤɑˈʕiːdi]; масри  [sˤeˈʕiːdi]) — одна из двух основных разновидностей арабского языка в Египте, распространённая на юге страны, на которой говорят около трети всех египтян.
Название диалекта происходит от арабского названия Верхнего Египта — Саид Миср (араб. صعيد مصر‎, Ṣaʿīd Miṣr). Саидский диалект распространён в Центральном и Верхнем Египте (до Луксора). На нём говорят 29 % населения Египта, по данным на 2006 год, число носителей составляло 19 млн человек.
Известны четыре разновидности верхнеегипетского диалекта:
- диалекты между Асьютом и Наг-Хаммади;
- диалекты между Наг-Хаммади и Кеной;
- диалекты между Кеной и Луксором;
- диалекты между Луксором и Исной